# Vjekoslav Servatzy
Vjekoslav Servatzy (ur. 29 marca 1889 w Rumie, zm. 17 czerwca 1945 w Zagrzebiu) – członek ruchu ustaszy, chorwacki wojskowy (generał) w Niezależnym Państwie Chorwackim (NDH) podczas II wojny światowej.
Uczestniczył w I wojnie światowej w szeregach armii austro-węgierskiej. Po utworzeniu Królestwa SHS zaangażował się w działalność chorwackich nacjonalistów. W 1929 r. wyemigrował do Włoch, gdzie przystąpił do ruchu ustaszy. Przebywał w różnych obozach ustaszy we Włoszech i na Węgrzech (m.in. był komendantem obozu w Jankapuszta). Po najeździe wojsk Osi na Jugosławię i ustanowieniu Niezależnego Państwa Chorwackiego 10 kwietnia 1941 r., powrócił do Chorwacji i wstąpił do Sił Zbrojnych Ustaszy. W lipcu awansował do stopnia pułkownika. Był komendantem sił chorwackich w Lice, dowódcą IV Brygady Ustaszy, krótko dowódcą Pułku Przybocznego Poglavnika, komendantem Okręgu Operacyjnego Velebit-Dinara, komendantem wojskowym miasta Zagrzeb i dowódcą Grupy Operacyjnej Poglavnika. W kwietniu dostał awans na generała Chorwackich Sił Zbrojnych. W poł. maja 1945 r. poddał się wraz ze swoimi oddziałami Brytyjczykom na terytorium Austrii. Przekazany komunistycznym władzom jugosłowiańskim został skazany na karę śmierci. Wykonano ją 17 czerwca w Zagrzebiu przez rozstrzelanie.